# Buckland Dinham
Pour les articles homonymes, voir Buckland.
Buckland Dinham est une paroisse civile et un village du Somerset, en Angleterre.